# Демченко Людмила Ярославівна
Людми́ла Яросла́вівна Де́мченко (Свінтицька) (* 13 травня 1957) — український археограф, архівіст, історик, палеограф, заслужена працівниця культури України.

## Життєрис
Закінчила історичний факультет Київського національного університетуімені Тараса Шевченка (1984).
Після закінчення середньої школи з січня 1975 року почала працювати у ЦДІА УРСР (нині — ЦДІАК України, де працює дотепер. Від 1999 року — заступник директора архіву.
Приділяла увагу забезпеченню збереженості документів та їх обліку, створенню та розвитку НДА архіву, комплектуванню архіву профільними документами, створенню колекцій мікрофільмів з історії України XVI — поч. ХХ століть.
Є спеціалістом з археографічного опрацювання, наукового описування, палеографічного дослідження документів XVI—XVII століть, джерелознавчої та текстологічної критики тексту.
Її наукові праці стосуються проблем дипломатики, археографії та палеографії українського актaXVI—XVII століть, ментальності української еліти XVI століття.
Є співупорядником серії документальних збірників, членом авторського колективу з виконання міжнародних проектів «Еліта в Україні. XVIII — ХХ ст.: національний реєстр особових справ фондів», «Відродження пам'яті» тощо.

## Праці
- 1988 — Селянський рух на Україні. 1850—1861 рр.: Збірник документів і матеріалів / Упоряд. В. П. Баран, Г. В. Боряк, М. І. Бутич, Є. М. Гуменюк, Л. Я. Демченко, П. П. Найденко, В. С. Шандра. — К., 1988.– 448 с.
- 1990 — Робітничий рух на Україні. 1885—1894. Збірник документів та матеріалів / Упоряд. В. С. Шандра, В. П. Баран, Л. Я. Демченко, У. Я. Єдлінська, А. М. Катренко, П. П. Найденко. — К., 1990. — 440 с.
- 1993 — Селянський рух на Україні. 1569—1647 рр.: Збірник документів і матеріалів / Упоряд. Г. В. Боряк, К. А. Вислобоков, Т. Ю. Гирич, Є. М. Гуменюк, Л. Я. Демченко, У. Я. Єдлінська, В. М. Кравченко, М. Г. Крикун, О. А. Купчинський, Д. І. Луців, Г. С. Сергійчук, В. В. Страшко, Н. М. Яковенко. — К., 1993. — 534 с.
- 1994 — Архів Коша Нової Запорозької Січі. Опис справ. 1713—1776. — 2-е вид., випр. і доп. / Упоряд. Л. З. Гісцова, Л. Я. Демченко. — К., 1994. — 232 с.
- 2000 — Архів Коша Нової Запорозької Січі. 1734—1775. Корпус документів. — Т. 2 / Упоряд. Л. З. Гісцова, Л. Я. Демченко, Т. Л. Кузик, Л. М. Муравцева, Л. А. Сухих. — К., 2000. — 752 с.
- 2002 — Руська (Волинська) Метрика. Регести документів Коронної канцелярії для українських земель (Волинське, Київське, Брацлавське та Чернігівське воєводства). 1569—1673. — К., 2002. — 984 с.
- 2002 — Архів Коша Нової Запорозької Січі. Корпус документів. 1734—1775. — Т. 3 / Упоряд.: Л. З. Гісцова (ст. упоряд.), Л. Я. Демченко, Т. Л. Кузик, Л. М. Муравцева, Л. А. Сухих; Державний комітет архівів України. Центральний державний історичний архів України, м. Київ, Національна академія наук України. Інститут української археографії та джерелознавства імені М. С. Грушевського, Археографічна комісія. — К., 2003. — 952 с. — (Серія «Джерела з історії українського козацтва»)
- 2002 — Володимирський гродський суд. Подокументі описи актових книг. — Вип. 1: справи 1–5: 1566—1570 / Складач Г. Сергійчук; наукова ред. Г. Боряк, Л. Демченко. Державний комітет архівів України. Центральний державний історичний архів України, м. Київ. — К., 2002. — 228 с. (Серія «Архівні зібрання України. Спеціальні довідники»)
- 2008 — Архів Коша Нової Запорозької Січі. 1734—1775: Корпус документів. — Т. 5: Реєстр Війська Запорозького Низового 1756 року / Редкол.: Сохань П. С. (голова), Боряк Г. В., Брехуненко В. А., Бутич І. Л., Бурім Д. В., Гісцова Л. З. та ін. Упоряд.: Гісцова Л. З. (старший упоряд.), Демченко Л. Я., Кузик Т. Л., Муравцева Л. М.; Наук. ред. тому Бутич І. Л. Державний комітет архівів України. Центральний державний історичний архів України, м. Київ. Національна академія наук України. Інститут української археографії та джерелознавства ім. М. С. Грушевського. — К., 2008. — 528 с.
- 2009 — Історія державної служби в Україні у 5 томах, відповідальні редактори Т. В. Мотренко та В. А. Смолій, співупорядники Боряк Г. В., Ю. А. Мицик.
- 2009 — Батурин: сторінки історії. Збірник документів і матеріалів / Ред. колегія: Коваленко О. Б. (голова редколегії), Боряк Г. В., Воробей Р. Б., Дятлов В. О., Дубровіна Л. А., Когут З., Матяш І. Б., Моця О. П., Музичук О. В. та ін. Упор.: Коваленко О. Б. (керівник групи упорядників), Гринь О. В., Демченко Л. Я., Доманова Г. С., Кіяшко Л. Г., Коваленко В. П., та ін. Чернігівський державний педагогічний університет ім. Т. Г. Шевченка. Чернігівське відділення Інституту української археографії та джерелознавства ім. М. С. Грушевського НАН України. Інститут історії НАН України. Національний історико-культурний заповідник «Гетьманська столиця». Інститут рукопису Національної бібліотеки України ім. В. І. Вернадського НАН України. Центральний державний історичний архів України, м. Київ. Державний архів Чернігівської області та ін. — Чернігів, 2009. — 786 с.
- 2013 — Українська ідентичність і мовне питання в Російській імперії: спроба державного регулювання (1847—1914): Збірник документів і матеріалів / Відп. ред. Г. Боряк; Упорядн.: Г. Боряк, В. Баран, Л. Гісцова, Л. Демченко, О. Музичук, П. Найденко, В. Шандра; НАН України. Інститут історії України; Укрдержархів, ЦДІАК України. — К.: Інститут історії України, 2013. — LXII; 810 с.
- 2015 — Українська ідентичність і мовне питання в Російській імперії: спроба державного регулювання (1847—1914): Збірник документів і матеріалів / Упорядник Геннадій Боряк / Археографічне опрацювання документів: В. П. Баран, Л. З. Гісцова, Л. Я. Демченко, О. В. Музичук, П. П. Найденко, В. С. Шандра; НАН України. Інститут історії України; Укрдержархів, ЦДІАК України. — К.: ТОВ «Видавництво „Кліо“», 2015. — LXII; 810 с.: іл.